# Дину, Богдан
Богдан Мариус Дину (англ. Bogdan Marius Dinu; род. 15 августа 1986, Бузэу, Румыния) — румынский боксёр-профессионал, выступающий в тяжёлой весовой категории. Чемпион Румынии по боксу (2004), бронзовый призёр чемпионата мира среди юниоров (2004), серебряный призёр чемпионата Европы среди юниоров (2005), чемпион мира среди кадетов (2003), бронзовый призёр чемпионата мира среди кадетов (2002), бронзовый призёр чемпионата Европы среди кадетов (2003) в любителях.
Среди профессионалов претендент на титул временного чемпиона мира по версии WBA (2021) в тяжёлом весе.
Чемпион международного турнира Bigger’s Better (2013).
Лучшая позиция по рейтингу BoxRec — 72-я (ноябрь 2021), и является 1-м среди румынских боксёров тяжёлой весовой категории, а среди основных международных боксёрских организаций на май 2021 года занимал: 2-ю позицию в рейтинге WBA, — входя в ТОП-75 лучших тяжёловесов всего мира.

## Биография
Богдан Мариус Дину родился 15 августа 1986 года в городе Бузэу, в Румынии.
Богдан Дину также является агентом румынской Независимой службы специальных действий и вмешательства (SIAS).

## Любительская карьера
В качестве любителя, в 2002 году завоевал бронзу в весе до 86 кг на чемпионате мира среди кадетов в Кечкемете (Венгрия).
В 2003 году завоевал бронзу на чемпионате Европы среди кадетов в Каунасе (Литва).
И в этом же году стал чемпионом мира среди кадетов в весе до 86 кг на чемпионате мира в Бухаресте (Румыния).
В июне 2004 года стал бронзовым призёром на чемпионате мира среди юниоров в Чеджу (Республика Корея), в весе свыше 91 кг, в полуфинале проиграв опытному россиянину Денису Бойцову.
И в этом же году стал чемпионом Румынии в весе до 91 кг на взрослом чемпионате по боксу.
В 2005 году стал серебряным призёром на чемпионате Европы среди юниоров в Таллине (Эстония).

## Профессиональная карьера
19 апреля 2008 года дебютировал на профессиональном ринге в Бухаресте (Румыния), в 1-м бою победив единогласным решением судей канадского джорнимена Стефана Тессьера.

### Турнир Bigger’s Better
В 2013 году провёл шесть боёв в серийном коммерческом международном турнире по боксу Bigger’s Better: в июле 2013 года одержав три победы на турнире в городе Ситония (Греция), а затем 13 декабря 2013 года в Лиссабоне (Португалия) одержал ещё три победы в суперфинале Bigger’s Better King 2013 и стал чемпионом турнира Bigger’s Better 2013 года. Во время этого турнира он победил таких опытных боксёров как: украинец Дмитрий Безус, литовец Сергей Маслобоев и опытный соотечественник Лучиан Бот.

### Бой с Джарреллом Миллером
17 ноября 2018 года встретился с небитым американцем Джарреллом Миллером. В первых двух раундах Дину имел преимущество, он успешно работал с дистанции и использовал джеб. В конце первого раунда румын даже смог потрясти Миллера точным правым через руку. Миллер же работал в своём привычным стиле, оказывая постоянное давление и сделав ставку на удары по корпусу, что вместе с усталостью Дину, вскоре начало приносить свои плоды. В третьем раунде Дину фактически оказался в нокдауне после левого хука в печень, однако рефери посчитал, что нанесён удар ниже пояса и не открыл счёт. Но уже следующий раунд стал последним. Сначала Миллер отправил соперника в нокдаун многоударной комбинацией, а затем сделал это ещё раз. На второй раз Дину уже не сумел подняться до окончания отсчёта, и рефери зафиксировал нокаут.

### Бой с Кубратом Пулевым
23 марта 2019 года, в Коста-Меса (США), состоялся бой за статус обязательного претендента на титул чемпиона мира по версии IBF в тяжёлом весе с опытным болгарином Кубратом Пулевым. Бой был конкурентным, о чём говорит даже счёт судей на момент остановки боя: 56-58, 57-57 — дважды. В третьем раунде после удара Дину у Пулева открылось сильное рассечение. Но в седьмом раунде Пулев отправил соперника в нокдаун, а затем нанёс запрещённый удар по затылку уже опустившегося на колено Дину, и рефери снял с него очко, а Дину дал время на восстановление. После возобновления поединка Пулев вновь отправил соперника в нокдаун, а затем, после третьего нокдауна в раунде, рефери остановил бой, зафиксировав победу Пулева.
После боя команда румынского тяжеловеса Богдана Дину подала официальный протест на результат поединка 23 марта против болгарина Кубрата Пулева, но спортивная комиссия штата Калифорния отклонила данный протест.
14 декабря 2019 года в Пловдиве (Болгария) победил техническим нокаутом в 4 раунде 41-летнего южноафриканского джорнимэна Осборна Мачиману 23-12-2.
3 октября 2020 года в Пловдиве победил досрочно во 2 раунде малоизвестного немецкого боксера Френка Блюмла.

### Бой с Даниелем Дюбуа
5 июня 2021 года, в Телфорде (Великобритания), в бою за вакантный титул временного чемпиона мира по версии WBA в тяжёлом весе, досрочно нокаутом во 2-м раунде проиграл британцу Даниелю Дюбуа .

### Бой с Кевином Лареной
26 марта 2022 года сразился в ЮАР с местным южноафриканским боксером первого тяжелого веса Кевином Лереной. Для него это был второй поединок в тяжелом весе. 29-летний Лерена был заметно быстрее соперника и отправил Дину в нокдаун в третьем раунде. Дину еще раз побывал в нокдауне в четвертом раунде, а затем был нокаутирован.  Южноафриканец завоевал вакантный пояс WBA Inter-Continental в супертяжелом весе.

### Бой с Фрейзером Кларком
25 марта 2023 года в Манчестере состоялся бой с британским проспектом, бронзовым призером токийской Олимпиады Фрейзером Кларком. Дину согласился на бой против Кларка лишь неделю назад, заменив заболевшего Райделла Букера. Кларк занял центр ринга, неспешно загоняя оппонента к канатам. Дину частенько клинчевал, успешно тревожил фаворита короткими хуками при выходе из клинча. У британца же неплохо получались атаки по корпусу. Второй раунд Кларк провёл чуть агрессивнее. Его работа по корпусу сказалась — на 3-ю трёхминутку Дину не вышел из-за перелома рёбер.

## Статистика профессиональных боёв
В таблице перечислены результаты всех поединков боксёров.
В каждой строке указан результат поединка. Дополнительно номер поединка обозначен цветом, который обозначает итог поединка. Расшифровка обозначений и цветов представлена в нижеследующей таблице.
| Пример | Расшифровка                     |
| ------ | ------------------------------- |
|        | Победа                          |
|        | Ничья                           |
|        | Поражение                       |
|        | Планируемый поединок            |
|        | Поединок признан несостоявшимся |
| КО     | Нокаут                          |
| ТКО    | Технический нокаут              |
| PTS    | Решение судей (по очкам)        |
| UD     | Единогласное решение судей      |
| MD     | Решение большинства судей       |
| SD     | Раздельное решение судей        |
| RTD    | Отказ от продолжения боя        |
| DQ     | Дисквалификация                 |
| NC     | Поединок признан несостоявшимся |

| 25 поединков, 20 побед (16 нокаутом), 5 поражений. | 25 поединков, 20 побед (16 нокаутом), 5 поражений. | 25 поединков, 20 побед (16 нокаутом), 5 поражений. | 25 поединков, 20 побед (16 нокаутом), 5 поражений. | 25 поединков, 20 побед (16 нокаутом), 5 поражений.             | 25 поединков, 20 побед (16 нокаутом), 5 поражений. | 25 поединков, 20 побед (16 нокаутом), 5 поражений.                                                                                            |
| Бой                                                | Рекорд                                             | Дата боя                                           | Соперник                                           | Место проведения боя                                           | Результат                                          | Дополнительно |
| -------------------------------------------------- | -------------------------------------------------- | -------------------------------------------------- | -------------------------------------------------- | -------------------------------------------------------------- | -------------------------------------------------- | --- |
| 25                                                 | 20-5                                               | 25 марта 2023                                      | Фрейзер Кларк (5-0)                                | Манчестер Арена, Манчестер, Ланкашир, Великобритания           | RTD 2 (8), 3:00                                    | |
| 24                                                 | 20-4                                               | 26 марта 2022                                      | Кевин Лерена (26-1)                                | Emperors Palace, Кемптон-Парк, Гаутенг, ЮАР                    | KO 4 (10), 2:59                                    | Бой за вакантный титул чемпиона по версии WBA Inter-Continental в тяжёлом весе.                                                               |
| 23                                                 | 20-3                                               | 5 июня 2021                                        | Даниель Дюбуа (15-1)                               | Telford International Center, Телфорд, Шропшир, Великобритания | KO 2 (12), 0:31                                    | Бой за вакантный титул временного чемпиона мира по версии WBA в тяжёлом весе.                                                                 |
| 22                                                 | 20-2                                               | 3 октября 2020                                     | Фрэнк Блюмле (16-8-2)                              | Roman Amphitheatre, Пловдив, Болгария                          | TKO 2 (10), 2:36                                   | |
| 21                                                 | 19-2                                               | 14 декабря 2019                                    | Осборн Мачимана (23-12-2)                          | Kolodruma, Пловдив, Болгария                                   | TKO 4 (10), 1:10                                   | |
| 20                                                 | 18-2                                               | 23 марта 2019                                      | Кубрат Пулев (26-1)                                | The Hangar, Коста-Меса, Калифорния, США                        | KO 7 (10), 2:40                                    | Бой за статус обязательного претендента на титул чемпиона мира по версии IBF в тяжёлом весе. Счёт на момент остановки: 56-58, 57-57 (дважды). |
| 19                                                 | 18-1                                               | 17 ноября 2018                                     | Джаррелл Миллер (22-0-1)                           | Kansas Star Arena, Малвейн, Канзас, США                        | KO 4 (12), 2:45                                    | Бой за титул временного чемпиона по версии WBA-NABA в тяжёлом весе.                                                                           |
| 18                                                 | 18-0                                               | 8 декабря 2017                                     | Марсело Луис Насименто (18-15)                     | Romeo Iamandi, Бузэу, Румыния                                  | TKO 3 (8), 2:50                                    | |
| 17                                                 | 17-0                                               | 6 мая 2017                                         | Ираклий Гвенетадзе (5-1)                           | Sala Constantin Jude, Тимишоара, Румыния                       | TKO 4 (10)                                         | |
| 16                                                 | 16-0                                               | 14 октября 2016                                    | Давид Горгиладзе (4-1)                             | Цирк, Бухарест, Румыния                                        | TKO 4 (10), 1:31                                   | |
| 15                                                 | 15-0                                               | 18 марта 2016                                      | Марино Голес (20-5)                                | Цирк, Бухарест, Румыния                                        | KO 1 (10), 1:37                                    | |
| 14                                                 | 14-0                                               | 28 ноября 2015                                     | Мануэль Альберто Пучета (38-10)                    | Centre Videotron, Квебек, провинция Квебек, Канада             | RTD 6 (8), 3:00                                    | |
| 13                                                 | 13-0                                               | 15 августа 2015                                    | Эд Перри (20-5-2)                                  | Белл-центр, Монреаль, Канада                                   | KO 2 (8), 1:18                                     | |
| 12                                                 | 12-0                                               | 6 декабря 2014                                     | Микаэль Виейра (14-4-1)                            | Белл-центр, Монреаль, Канада                                   | KO 1 (8),2:49                                      | |
| 11                                                 | 11-0                                               | 23 сентября 2014                                   | Кертсон Мэнсуэлл (24-9)                            | Montreal Casino, Монреаль, Квебек, Канада                      | TKO 2 (8), 2:04                                    | |
| 10                                                 | 10-0                                               | 31 мая 2014                                        | Эйвери Гибсон (3-3-2)                              | Водрёй-Дорион, Квебек, Канада                                  | UD 6                                               | |
| 9                                                  | 9-0                                                | 29 ноября 2012                                     | Бен Нсафоа (15-6-2)                                | Polyvalent Hall, Крайова, Румыния                              | TKO 5 (6), 2:08                                    | |
| 8                                                  | 8-0                                                | 3 ноября 2012                                      | Эрик Мартель Бахоэли (7-2)                         | Белл-центр, Монреаль, Квебек, Канада                           | TKO 4 (6), 2:52                                    | |
| 7                                                  | 7-0                                                | 9 февраля 2012                                     | Мухаммед Али Дурмаз (7-11)                         | Rapid Hall, Бухарест, Румыния                                  | KO 1 (6)                                           | |
| 6                                                  | 6-0                                                | 9 февраля 2012                                     | Авад Тамим (12-2)                                  | Romexpo, Бухарест, Румыния                                     | KO 1 (4), 2:27                                     | |
| 5                                                  | 5-0                                                | 10 апреля 2010                                     | Ремигиус Зиаусис (9-26-2)                          | Rapid Hall, Бухарест, Румыния                                  | UD 6                                               | |
| 4                                                  | 4-0                                                | 5 июня 2009                                        | Николай Маринов (2-10)                             | Rapid Hall, Бухарест, Румыния                                  | KO 1 (4), 1:08                                     | |
| 3                                                  | 3-0                                                | 19 декабря 2008                                    | Джеймс Пратт (2-3)                                 | Merkur Casino, Плоешти, Румыния                                | KO 1 (4), 0:32                                     | |
| 2                                                  | 2-0                                                | 1 августа 2008                                     | Шон Маклин (2-2)                                   | Sporturilor Hall, Пьятра-Нямц, Румыния                         | UD 4                                               | |
| 1                                                  | 1-0                                                | 19 апреля 2008                                     | Стефан Тессье (3-15)                               | Polyvalent Hall, Пьятра-Нямц, Румыния                          | UD 4                                               | Прфессиональный дебют. |
| Бой                                                | Рекорд                                             | Дата боя                                           | Соперник                                           | Место проведения боя                                           | Результат                                          | Дополнительно |